# Bad Hair Day
Bad Hair Day (Un día descabellado en Hispanoamérica  y Un día de pelos en España) es una película original de Disney Channel de 2015 protagonizada por Laura Marano y Leigh-Allyn Baker y antagonizada por Christian Campbell. Se estrenó el 13 de febrero de 2015 en Estados Unidos, el 19 de abril en Latinoamérica y el 29 de mayo en España. La primera promoción salió al aire el 23 de noviembre de 2014 en Disney Channel después del final de la tercera temporada de Austin y Ally, serie de la que Laura Marano es protagonista. La película fue rodada en Montreal y fue dirigida por Eric Canuel.

## Historia
Mónica Reeves (Laura Marano) es una chica de secundaria experta de la tecnología, que se gradúa en el instituto y quiere ser coronada reina del baile de graduación, y lo prepara todo la noche del día anterior, en una página en línea sube fotos de sus peinados para que la gente los vote, y se echa varios productos en el pelo para las fotos, y al final consigue un ganador, un peinado con más votos, para llevar al baile, y se pone contenta, ya que piensa que nada puede salir mal. Pero, a la mañana siguiente, se despierta y tiene un mal día, descubre que todo lo que podría salir mal salió mal, empezando por su pelo, que quedó repentinamente destrozado, su precioso vestido de fiesta quedó derretido y sus zapatos se rompieron. Después, le dan hora para hacer el examen de conducir a las 2 de la tarde, llama a su novio Kyle y le pide que le ayude, que le lleve a la peluquería, pero este le dice que no puede, que tiene que ayudar a los huérfanos. Después videochatea con su mejor amiga Sierra, que intenta ayudarla, pero Monica oye el timbre de la casa, y va a abrir y conoce a Liz Morgan, una policía que está buscando un diamante desaparecido que tiene Monica en su poder de forma errónea, y ella se da cuenta de que lo tiene y hace un trato con Liz: le dará el collar si ella le ayuda a ir a la peluquería, a comprarse un vestido y unos zapatos nuevos, y la lleva a hacer el examen de conducir.
El día va de mal en peor a medida que Monica y Liz son perseguidas por Pierce Peters, un astuto y cruel ladrón de joyas que quiere hacerse con el valiosísimo collar. Cuando llegan al centro, Liz revela que es daltónica y van a la peluquería, pero la peluquera le dice que hay muchas ocupadas, y le da un aparato que vibra cuando estén libres para otra persona. Luego, van a una tienda de ropa, y Monica trata de devolver el vestido, pero la dueña le dice que no admiten devoluciones estropeadas, luego vibra el círculo de la peluquería, y Monica va corriendo, pero cuando llega, descubre que han cogido a otra. Mientras, Pierce va a casa de Monica a buscar el collar, rompe la cerradura y desactiva la alarma.
En el centro comercial, Monica descubre que su novio la engañó, y que está siendo novio de su archienemiga Ashley, Monica le pregunta a Kyle porque lo hizo, Ashley amenaza a Monica con quitarle la corona y ser ella la reina del baile. Monica se va a desahogar al baño, y entonces Sierra viene y la consola, y Monica se desahoga y lo supera. Luego, Liz se hace pasar por una dueña del centro comercial y obliga a Kyle a hacer cosas, y este obedece y queda en ridículo y la gente lo graba. Después, un verdadero guardia del centro comercial, llama la atención a Liz, y es arrestada y Monica se entera de que Liz es una oficial de policía en suspensión que ha sido regañada por la jefa de policía de su departamento después de sus fracasos anteriores de la captura de Pierce. Mientras que Liz está siendo regañada, Mónica se encuentra con su expareja Ed. Posteriormente, Liz confiesa que el collar tenía un diamante de valor incalculable que estaba en exhibición en un museo que fue robada por Peters, un crimen que se sentía culpable por permitir que tenga lugar mientras se cree que ella puede manejar por sí misma, en lugar de llamar para copia de seguridad. El diamante estaba a punto de ser vendido a un comprador que lleva a la sombra "el look safari", pero se pasó junto a otra persona por error con un aspecto similar, y se había perdido en varios intercambios.
Cuando llegua el momento de hacer el examen de conducir, el examinador le dice que se examine en el coche de Liz, que se llama Brando, Liz se niega, pero al final Monica se examina conduciendo a Brando, la cosa parece ir bien, hasta que Liz descubre que Pierce las persigue en su coche, y entonces se pone nerviosa y tienen un viaje salvaje por la ciudad, cosa que provoca que Monica suspenda el examen. Monica le pide que le dé una oportunidad, pero el examinador le dice que no se puede volver a examinar hasta dentro de 9 meses, y le dice que es la alumna más peligrosa a la que ha examinado, y confisca a Brando. Monica se enfada porque todo le salió mal y le hecha la culpa a Liz y se ponen a discutir, Monica le dice que le dará el collar, pero descubre que lo tiene en el bolso y que el bolso está en el coche, Liz le dice de recuperar, pero Monica le dice que lo haga ella mientras se va a casa a intentar arreglar su vida y a olvidar que la conoció. Liz trata de llamar a un taxi, mientras Monica va hacia casa, recibe un mensaje de Pierce, que tiene a su padre como rehén y le dice que si le da el diamante, soltará a su padre. Monica coge un taxi y llama a Liz y le dice lo que pasa, y van a recuperar a Brando. Liz coquetea con el hombre en el lote de retención mientras Monica cambia de información en el ordenador, y al final le dejan coger el coche.
Cuando están en el coche, Monica se da cuenta de que no está el collar, y se pone a pensar y se da cuenta de que lo debe de tener Sierra, y van al parque en busca de ella, ya que la gente está ahí haciendo fotos para el baile. Ellas cogen una bicicleta y chocan contra un árbol, y mientras Monica ayuda a Liz a sacar la bici del árbol, Kyle le pide a Monica de ser su pareja para el baile, Ashley le dice que ella es mejor que Monica e insulta a Liz. Liz enfadada se dirige hacia ellos y caen al agua. Después, encuentran a Sierra y cogen el diamante.
Monica y Liz van al escondite de Pierce, y este les grita que le den el diamante, y Monica asustada se lo da y le dice que suelte a su padre, pero este se niega, pero Monica con una aplicación del móvil consigue descubrir donde está su padre y lo libera. Pierce intenta escapar pero recibe descargas de Taser por Liz, y esta pide refuerzos de Ed y un equipo de policía y Pierce es arrestado.
En comisaría, Liz le da a su madre (la jefa del departamento de policía) el collar robado y le informa que arrestaron a Pierce, la madre de Liz le da la placa de policía y empiezan a llevarse bien. Liz le dice a Monica que vaya al baile, pero ésta dice que ya no le parece tan importante, Liz le dice que es muy importante, Monica dice que no tiene nada para ponerse, pero Liz la lleva a elegir uno de los vestidos que tienen guardados de los delincuentes, ella escoge uno azul, Liz le arregla el pelo y le da el collar robado, Liz también escoge un vestido y revela que nunca fue a un baile. 
Entonces Monica y Liz van al baile de graduación (con una procesión llena de policía), allí se reencuentran con Sierra, y esta le dice a Monica que la noticia de que Kyle la dejó por Ashley se volvió viral, y que Monica es la reina del baile, lo que supone una alegría para las tres. En su discurso, Mónica dice que la perfección está sobrevalorada, y todos disfrutan de la noche, y Liz baila con Ed.

## Reparto
- Laura Marano como Monica Reeves.
- Leigh-Allyn Baker como Liz Morgan.
- Christian Campbell como Pierce Peters.
- Alain Goulem como el Sr Reeves.
- Christian Paul como Ed.
- Kiana Madeira como Sierra.
- Jake Manley como Kyle Timmons.
- Zoé De Grand Maison como Ashley.
- Susan Almgren como jefa Edna Morgan.

## Doblaje
- Agustina Cirulnik como Monica Reeves
- Cony Madera Como Liz Morgan

## Producción
En una entrevista con Variety, Baker declaró: «Yo quería ser la productora ejecutiva porque quería ver lo que era para construir y cumplir con una visión desde el principio, y ya que esta fue la primera película de Disney Channel con una ventaja de un adulto, que quería que el papel que se protegiera y yo quería que la película tuviera mi sello creativo en él». También le gustaba que ella se puso a trabajar en la película de Disney Channel, ya que se nutre de su base de fanes juvenil. Marano también mencionó que era su primera DCOM (Disney Channel Original Movie). Marano señaló que a diferencia de Austin & Ally, que tenía cuatro cámaras y disparó unas diez escenas de un día, la película rodada con un menor número de cámaras y un menor número de escenas, una de las cuales se llevaron todo el día.
Marano, dijo que a ella le gustaba que su personaje encarnara a dos normalmente contrastantes clichés de secundaria. Una candidata a reina del baile que le gusta la belleza y la moda y que es muy popular, y un genio de las computadoras que tiene una obsesión con la tecnología .Ella también le gustaba que se relacionaba con su personaje al momento de decidir si ir a la universidad estatal o MIT.
La banda sonora de la película fue compuesta por Michael Corriveau. Musicalizó más de 60 minutos de música junto a Sylvain Lefebvre de Lamajeure. Según el sitio web Lamajeure, el estilo de música utilizada en la banda sonora fue pop y clásica. Corriveau trabajó con la Orquesta Filarmónica de Prague, y la grabación se realizó en el Salón de Dvorak en Rudolfinum.
La canción representativa de la película es «For the Ride», interpretada por Laura Marano. La canción utilizada en el tráiler fue «Nuthin», por Lecrae. Otras canciones que forman parte de la banda sonara son: «Rooftop», por Skylar Stecker; «Colorful World», por Shayna Rose; «All Over The World», de The Fooo Conspiracy; «Happy Place», con Hanna Ashbook, por Oh, Hush!, y «Heatroc», con Lazarus, por Agzilla.

### Rodaje
El rodaje comenzó a principios de julio de 2014 y terminó en agosto del mismo año. El rodaje tuvo lugar en Montreal.

## Lanzamiento
La película fue lanzada por primera vez el 6 de febrero de 2015 en Disney Channel, y su estreno en Estados Unidos fue el 13 de febrero de 2015. Se estrenó en Canadá en el canal ABC Family el 20 de marzo de 2015. También fue una de las primeras películas originales de Disney Channel que se estrena exclusivamente en CGI básico de cable y televisión vía satélite generada por computadora a través del canal de la aplicación Watch Disney Channel.

## Recepción
Bad Hair Day tuvo 4.0 millones de espectadores el día de su estreno en televisión y ha tenido 435.000 espectadores en la aplicación Watch Disney Channel desde que fue lanzado el 6 de febrero de 2015. Amy Amatangelo de The Hollywood Reporter encontró al dúo de Baker y Marano, «jugado bien la una de la otra», y que el personaje de Marano era «refrescante, con la edad apropiada». Ella rescata que la película no era «torpe», y que era «como una versión más joven de Thelma & Louise, aunque con un final mucho mucho más feliz».

## Doblaje al español
| Personaje              | Actor original      | Actor de doblaje (Hispanoamérica) | Actor de doblaje (España) |
| ---------------------- | ------------------- | --------------------------------- | ------------------------- |
| Mónica Reeves          | Laura Marano        | Agustina Cirulnik                 | Laura Pastor              |
| Elizabeth "Liz" Morgan | Leigh-Allyn Baker   | Cony Madera                       | Amparo Bravo              |
| Pierce Peters          | Christian Campbell  | Pedro Ruiz                        | TBA                       |
| Sierra                 | Kiana Madeira       | Andrea Higa                       | Vera Bosch                |
| Sr. Reeves             | Alain Goulem        | Mario de Candia                   | José Padilla              |
| Kyle Timmons           | Jake Manley         | Franco de Candia                  | Miguel Antelo             |
| Ashley Mendlebach      | Zoé De Grand Maison | Daiana Vecchio                    | TBA                       |